# Zoete Broodjes voorheen de Bitterbal
Zoete Broodjes voorheen de Bitterbal was een cabaretgezelschap uit Utrecht afkomstig uit het studentencabaret. Alle leden waren lid van de studentenvereniging SSR Utrecht. 
Het gezelschap bestond uit de volgende personen:
- Irene Hovingh
- Afke Bosselaar
- Marten Geuze
- Johan Koster
- Leo de Leeuw (piano)
- Ruurd Das

Na twee eerdere pogingen onder de naam de Bitterbal (1967 en 1969) wonnen zij in 1970 het Delftse cabaretfestival Cameretten. 
Het repertoire bestond uit deels studentikoze (Het filosofenautootje) en deels maatschappelijk geëngageerde (Prins Heester Mieter van Trollenhove) teksten.
Na het winnen van Cameretten trad de groep nog een jaar lang regelmatig op.